# دليلة
دليلة امرأة من الفلستيون ذكر سِفر القضاة (من أسفار العهد القديم) أن شمشون أحبّها وأسرَّ إليها أن قوَّته كامنةٌ في شَعره الطويل، فجزَّت شَعرَه وهو نائم، وبذلك أفقدتهُ قوّتَه الأسطورية.

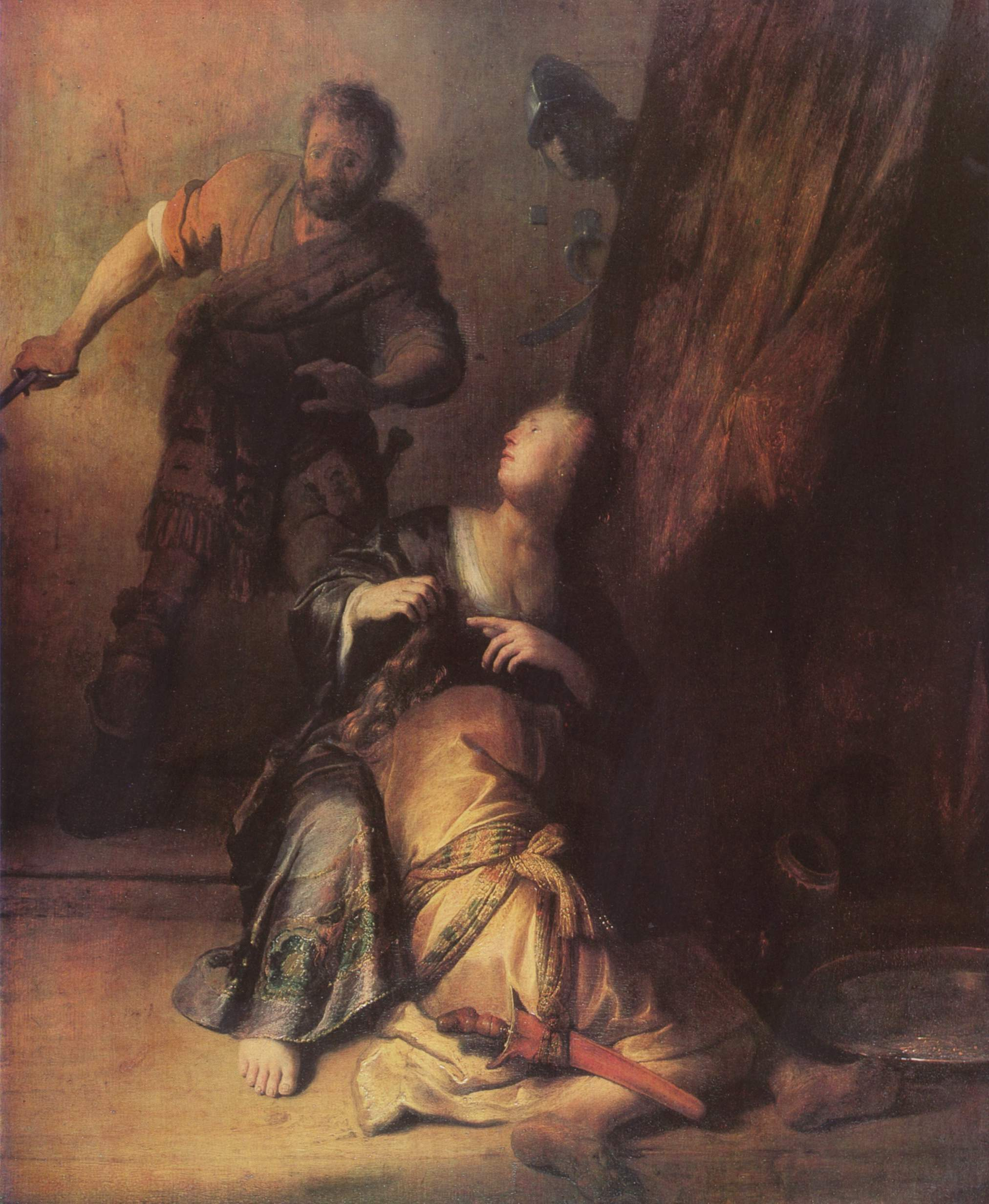
لوحة شمشون ودليلة لرامبرانت

## المصدر
- دليلة - موسوعة المورد، منير البعلبكي، 1991